# Eta Scorpii
Désignations
Eta Scorpii (η Scorpii / η Sco) est une étoile de la constellation du Scorpion.
Eta Scorpii est une sous-géante jaune-blanche de type spectral F5IV avec une magnitude apparente de +3,32. Elle est à environ 72 années-lumière de la Terre.